# Declaração de Sentimentos
A Declaração de Sentimentos, também conhecida como Declaração dos Direitos e Sentimentos, é um documento assinado, em 1848, por 68 mulheres e 32 homens — 100 das 300 pessoas que atenderam a convenção de apoio aos direitos das mulheres (que foi organizado também por mulheres). A convenção foi feita na cidade de Seneca Falls, Nova Iorque, no que agora é conhecido como Convenção de Seneca Falls. A principal responsável pela declaração foi Elizabeth Cady Stanton, que a modelou na Declaração da Independência dos Estados Unidos. Ela organizou a convenção junto com Lucretia Coffin Mott e Martha Coffin Wright.
De acordo com o jornal abolicionista North Star, publicado por Frederick Douglass, que por sua vez também estava na convenção e apoiava a Declaração, o documento foi o "grande movimento alcançando os direitos civis, sociais, políticos e religiosos das mulheres".
Em um período no tempo em que os papéis tradicionais de gênero estavam firmemente estabelecidos, a Declaração foi muito controversa. Muitas pessoas respeitaram a coragem e a habilidade por trás das pessoas que elaboraram o documento, mas a maioria não estava disposta a abandonar sua mentalidade tradicional. Um artigo publicado na Oneida Whig logo após a convenção descreveu o documento como "o evento mais chocante e antinatural que já aconteceu na história das mulheres". Muitos jornais diziam que a declaração foi elaborada as custas dos deveres mais apropriados das mulheres. Na época em que temperança e leis de propriedade feminina estavam em alta, até mesmo muitos apoiadores dos direitos das mulheres acreditavam que o endosso por sufrágio feminino na declaração poderia prejudicar o movimento feminista, podendo fazer com que eles perdessem apoio popular.

## Parágrafos de abertura
Quando, no curso da história humana, se tornou necessário que uma parte da família do homem para assumir que entre as pessas da terra uma posição diferente daquela que eles ocuparam até agora, mas um para qual as leis da natureza e a lei de Deus a quem eles tem direito, um decente respeito as opiniões da humanidade requer que eles devam declarar as causas que os impulsionam para tal.

Consideramos estas verdades como auto-evidentes: que todas os homens e mulheres foram criados iguais; que são dotados pelo Criador de certos direitos inalienáveis, que entre estes são vida, liberdade e busca da felicidade; para garantir estes direitos os governos são instituídos, derivando seus poderes do consentimento dos governados. Qualquer forma de governo que se torna destrutivo para estes direitos, é direito daqueles que sofrem dele a se recusar a lhe dar lealdade e insistir na instituição de um novo governo, colocando suas fundações em tais princípios e organizando seus poderes deles, já que para eles deverá ter maior probabilidade de afetar sua segurança e felicidade.
Prudência, de fato, irá ditar o longo estabelecimento dos governos não irá mudar por causas transigentes e leves; e consequentemente toda experiência mostrou que a humanidade está mais disposta a sofrer, enquanto os males são suportáveis, do que para se corrigir ao abolir todas as formas que eles estão acostumados, mas uma longa carga de abusos e usurpamentos, perseguindo invariavelmente o mesmo objeto, evidencia um projeto para reduzi-los sob o despotismo absoluto, é o dever deles derrubar tal governo e providenciar novas guardas para sua segurança futura. Tal tem sido o paciente sofrimento da mulher sob este governo e tal é a necessidade que os constrange para exigir situação igual o qual tem o direito.

A história da humanidade é a história de repetidos ferimentos e usurpamentos por parte do homem para com a mulher, estando em objeto direto para estabelecer a tirania absoluta sobre ela. Para provar isso, vamos deixar os fatos se submeterem a um mundo franco.

## Sentimentos

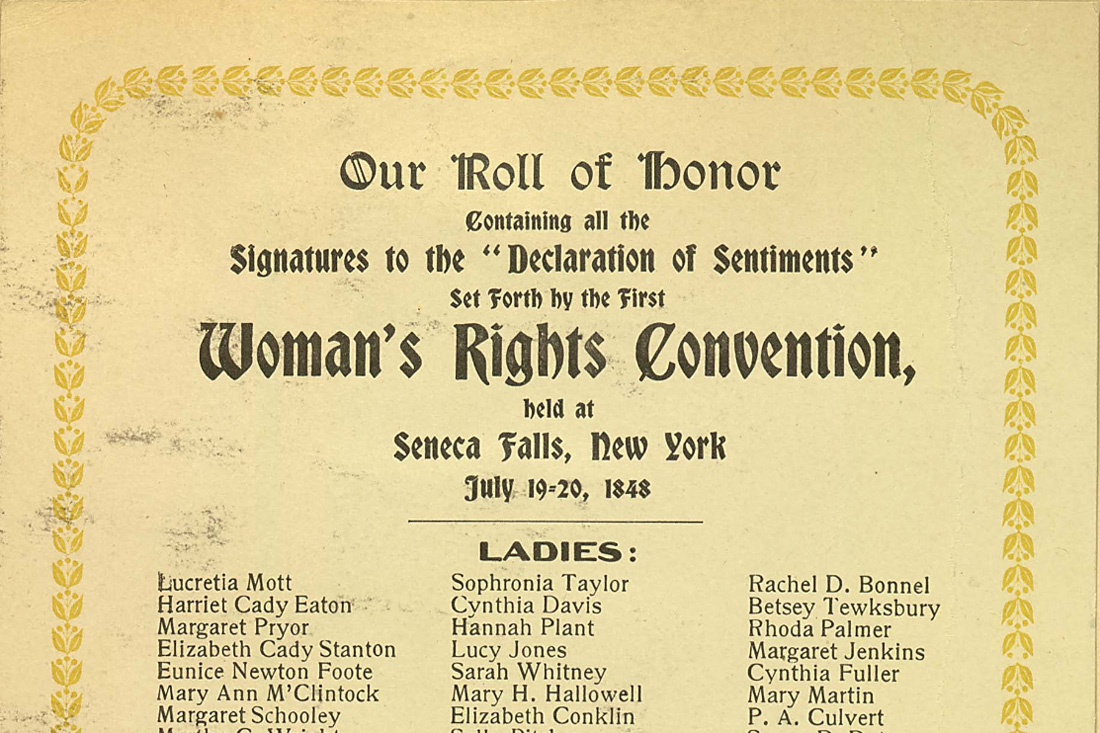
Página de assinatura da Declaração de Sentimentos, com a assinatura de Eunice Foote, Biblioteca do Congresso dos EUA.

- Página de assinatura da Declaração de Sentimentos, com a assinatura de Eunice Foote, Biblioteca do Congresso dos EUA.Ele nunca lhe permitiu exercer o direito inalienável dela ao sufrágio.
- Ele a obriga a se submeter as leis, onde na formação destas ela não tem voz.
- Ele reteve dela os direitos que são dados aos mais ignorantes e degradados dos homens — nativos ou estrangeiros.
- Tendo privado ela dos seus primeiros direitos como cidadã, o sufrágio, assim deixando ela sem representação nos salões legislativos, ele tem oprimido ela em todos os lados.
- Ela a fez, se casada, aos olhos da lei, morto civilmente.
- Ele tirou dela todo o direito a propriedade, até mesmo dos salários que ela ganha.
- Ele fez a moralidade dela, um ser irresponsável, como ela pode cometer vários crimes com a impureza, desde que sejam feitos na presença do marido. Na aliança do casamento, ela é compelida a prometer obediência ao seu marido, com ele se tornando, para todas as intenções e propósitos, seu mestre — a lei dá a ele poderes para priva-la da liberdade e administrar o castigo.
- Ele moldou tanto as leis do divórcio, no que tange ao que seria a causa verdadeira para o divórcio, em caso de separação, para quem a guarda das crianças será dada; sendo totalmente independentemente da felicidade da mulher — a lei, em todos os casos, vai sobre uma falsa suposição da supremacia do homem e e dá todo o poder nas mãos dele.
- Após priva-la de todos os seus direitos como uma mulher casada, se solteira e dono de propriedade, ele cobra impostos dela para apoiar um governo que reconhece ela apenas quando ela tem propriedade que pode trazer lucro para ele.
- Ele monopolizou quase todos os empregos rentáveis e daqueles que ela pode ter, ela recebe uma pequena remuneração.
- Ele fecha para ela todos os caminhos para a riqueza e distinção, o qual ele considera mais honroso para si mesmo. Como professor de teologia, medicina ou direito, ela não é conhecida.
- Ele nega a ela os estabelecimentos para obter uma boa educação completa — todas as faculdades são fechadas para ela.
- Ele permite ela na igreja, assim como no Estado, mas em posição subalterna, alegando autoridade apostólica para a exclusão dela do ministério e, com algumas exceções, de qualquer participação pública nos assuntos da Igreja.
- Ele criou um sentimento público falso ao dar para o mundo um código diferente de moral para homens e mulheres, pelo qual as delinquências morais que excluem mulheres da sociedade, são não só toleradas mas considerado de pouca importância no homem.
- Ele usurpou a prerrogativa do próprio Jeová, afirmando que é seu direito de designar ela para a esfera da ação, quando pertence a consciência e ao Deus dela.
- Ele tem se esforçado, em cada jeito que pode, para destruir a confiança dela nos seus próprios poderes, para diminuir seu auto-respeito e fazer ela disposta a ter uma vida dependente e objetificada.

## Considerações finais
Agora, em vista da perda de direitos de metade das pessoas deste país, sua degradação social e religiosa — por causa das leis injustas mencionadas acima, e porque as mulheres se sentem prejudicadas, oprimidas e fraudulentamente privadas dos seus direitos mais sagrados, nós insistimos que eles imediatamente admitam todos os direitos e privilégios que pertencem a elas como cidadães dos Estados Unidos.

Ao encarar este grande trabalho diante de nós, nós antecipamos que haverá equívocos, falsas representações e ridicularização; mas nós usaremos cada instrumento em nosso poder para conquistar nossos objetivos. Nós empregaremos agentes, circulares folhetos, petições nas legislaturas estaduais e nacionais, e nos esforçaremos para alistar o púlpito e a imprensa em nosso nome. Nós esperamos que esta Convenção será seguida por uma série de convenções, contemplando todas as partes do país.

## Signatários
Signatárias da declaração, em ordem:
- Lucretia Mott
- Harriet Cady Eaton - irmã de Elizabeth Cady Stanton
- Margaret Pryor (1785-1874)
- Elizabeth Cady Stanton
- Eunice Newton Foote
- Mary Ann M'Clintock (1800-1884) - meia-irmã de Margaret Pryor
- Margaret Schooley
- Martha C. Wright (1806–75) - irmã de Lucretia Mott
- Jane C. Hunt
- Amy Post
- Catherine F. Stebbins
- Mary Ann Frink
- Lydia Hunt Mount
- Delia Matthews
- Catharine C. Paine
- Elizabeth W. M'Clintock - filha de Mary Ann M'Clintock.
- Malvina Beebe Seymour
- Phebe Mosher
- Catherine Shaw
- Deborah Scott
- Sarah Hallowell
- Mary M'Clintock - filha de Mary Ann M'Clintock[6]
- Mary Gilbert
- Sophrone Taylor
- Cynthia Davis
- Hannah Plant
- Lucy Jones
- Sarah Whitney
- Mary H. Hallowell
- Elizabeth Conklin
- Sally Pitcher
- Mary Conklin
- Susan Quinn
- Mary S. Mirror
- Phebe King
- Julia Ann Drake
- Charlotte Woodward (c.1830-1921) - a única signatária a estar viva para ver a passagem da 19ª Emenda da Constituição (que garantiu o sufrágio universal), contudo ela não votou em eleições posteriores pois estava doente.[7]
- Martha Underhill - o sobrinho dela também é signatário
- Eunice Barker
- Sarah R. Woods
- Lydia Gild
- Sarah Hoffman
- Elizabeth Leslie
- Martha Ridley
- Rachel D. Bonnel (1827-?)
- Betsey Tewksbury
- Rhoda Palmer (1816-1919) - a única mulher signatária que podia votar, já que, em 1918, Nova Iorque já tinha aprovado o sufrágio feminino.[8]
- Margaret Jenkins
- Cynthia Fuller
- Mary Martin
- P.A. Culvert
- Susan R. Doty
- Rebecca Race (1808-1895)
- Sarah A. Mosher
- Mary E. Vail - filha de Lydia Mount
- Lucy Spalding
- Lavinia Latham (1781-1859)
- Sarah Smith
- Eliza Martin
- Maria E. Wilbur
- Elizabeth D. Smith
- Caroline Barker
- Ann Porter
- Experience Gibbs
- Antoinette E. Segur
- Hannah J. Latham - filha de Lavinia Latham
- Sarah Sisson

Os seguintes homens assinaram a declaração, sob o título de "os cavalheiros presentes são a favor do novo sentimento":
- Richard P. Hunt (1796-1856) - marido de Jane C. Hunt, irmão de Lydia Mount e Hannah Plant, todas signatárias
- Samuel D. Tillman
- Justin Williams
- Elisha Foote - marido de Eunice Newton Foote
- Frederick Douglass
- Henry W. Seymour - marido de Malvina Beebe Seymour, uma signatária
- Henry Seymour
- David Spalding - marido de Lucy Spalding
- William G. Barker
- Elias J. Doty
- John Jones
- William S. Dell (1801-1865) - tio de Rachel Dell Bonnel, uma signatária
- James Mott (1788-1868) - marido de Lucretia Mott
- William Burroughs
- Robert Smalldridge
- Jacob Matthews
- Charles L. Hoskins
- Thomas M'Clintock - marido de Mary Ann M'Clintock
- Saron Phillips
- Jacob Chamberlain (1802-1878) - metodista episcopal e mais tarde membro da Câmara dos Representantes dos Estados Unidos
- Jonathan Metcalf
- Nathan J. Milliken
- S.E. Woodworth
- Edward F. Underhill (1830-1898) - sua tia era Martha Barker Underhill, uma signatária
- George W. Pryor - filho de Margaret Pryor, que também é signatária
- Joel Bunker
- Isaac Van Tassel
- Thomas Dell (1828-1850) - filho de William S. Dell e primo de Rachel Dell Bonnel, ambos signatários
- E.W. Capron
- Stephen Shear
- Henry Hatley
- Azaliah Schooley